# Grazie amore mio
Grazie amore mio (Volver a vivir) è un film del 1968 diretto da Mario Camus. 
Conosciuto anche con il titolo El regreso de Luis Rubio, in Italia è uscito soltanto nel 1973, a cinque anni dalla sua uscita spagnola.

## Trama
Luis Rubio, ex-calciatore in crisi, viene chiamato ad allenare una squadra di serie C (il Santander). 
Cominciano ad arrivare i primi successi e Luis si innamora di María, la moglie di un dirigente.